# 武官弁護士エル・ウィン
『武官弁護士エル・ウィン』（ぶかんべんごしエル・ウィン）は、鏡貴也による日本のライトノベル。イラストは義仲翔子が担当。第12回ファンタジア長編小説大賞〈準入選〉受賞作。富士見ファンタジア文庫（富士見書房）より2001年1月から2005年12月まで刊行された。
基本的には、剣と魔法の世界を舞台にした典型的なファンタジーである（ロマンティック・ハリケーン・ファンタジーと銘打っている）。ただし、その中で「武官弁護士」という特殊な職業がある独特の世界観を持っており、その武官弁護士の実際の活躍ぶりを年頃の少女の一人称視点で描いている。

## 登場人物
エル・ウィン
本作の主人公。「武官弁護士」という、特別に必要に応じてその場で罪人を裁く権限を与えられているエリート。
ミアの酒場での強盗を止め、以来彼女の後見人となる。あらゆる面でありえない程に高い能力を持つが、恋愛センサーだけは全く働かない。
ミア・ラルカイル
本作のヒロイン。元は大国リルミルトの姫だったが、隣国ガイラルハル侵略され命からがら逃げ出し放浪中、やむ無く強盗を働いたところをエル・ウィンに止められ、以来彼の秘書兼被保護者として行動を共にするようになる。
ウィンには遥かに及ばないにしろ、姫ながら武術には長けており、その辺の男では相手にならない（強盗を働いたのもそれだけの実力と自信があった為である）。
尚、ウィンに惚れており、物語りは時々恋愛的な感情も交えながら彼女の一人称視点で書かれている。
また、元姫にしてはかなりのミーハーである。
ルイ・ミュート
ウィンと同じく武官弁護士にして、司法庁時代におけるウィンの2期先輩。かなり軽薄な性格で、最初はミアをウィンの関係者と知らずにナンパした。しかし、そんな表面上の顔の裏に冷徹な勝負師としての姿を隠し持ち、その実力はウィンと互角がそれ以上である。ウィン曰く、裏に手を回す技術、巧みな戦略構築、相手を混乱に陥れ自分のペースに引き込む技術に長けており、黒も白にしてしまう程の力を持っている。
アイネ・ピネット
ルイの秘書。司法庁秘書養成所をたった3ヵ月で首席卒業するなど、ミアをも凌ぐ超天才だが、ミア曰く、「ひどく無愛想で、少女とは思えないほど冷ややかな目をした少女」。
サラ・クロイツ
ウィンの元秘書。

## 既刊一覧
- 鏡貴也（著）・義仲翔子（イラスト） 『武官弁護士エル・ウィン』 富士見書房〈富士見ファンタジア文庫〉、既刊10巻（2005年4月20日現在）
  - 『武官弁護士エル・ウィン』、2001年1月18日発売[3]、ISBN 4-8291-1317-0
  - 『武官弁護士エル・ウィン ハタ迷惑な代理人』、2001年6月20日発売[4]、ISBN 4-8291-1355-3
  - 『武官弁護士エル・ウィン 検事官はお年ごろ』、2001年9月17日発売[5]、ISBN 4-8291-1374-X
  - 『武官弁護士エル・ウィン 被害者はどこにいる?』、2002年1月18日発売[6]、ISBN 4-8291-1404-5
  - 『武官弁護士エル・ウィン 法廷の魔術師と呼ばれた男』、2002年5月17日発売[7]、ISBN 4-8291-1426-6
  - 『武官弁護士エル・ウィン 執行猶予のバカンス』、2002年10月19日発売[8]、ISBN 4-8291-1462-2
  - 『武官弁護士エル・ウィン かぎりなくクロに近いグレー』、2003年1月20日発売[9]、ISBN 4-8291-1490-8
  - 『武官弁護士エル・ウィン 迷宮からの脱出』、2003年9月20日発売[10]、ISBN 4-8291-1553X
  - 『武官弁護士エル・ウィン 武官弁護士エル・ウィン やりきれない破滅への序章』、2004年2月20日発売[11]、ISBN 4-8291-1592-0
  - 『武官弁護士エル・ウィン 私が望んだ私の世界』、2005年4月20日発売[12]、ISBN 4-8291-1713-3
- 鏡貴也（著）・義仲翔子（イラスト） 『エル・ウィン武官弁護士事務所業務日誌』 富士見書房〈富士見ファンタジア文庫〉、全2巻
  - 『エル・ウィン武官弁護士事務所業務日誌 ロマンチックはままならない』2004年11月20日発売[13]、ISBN 4-8291-1669-2
  - 『エル・ウィン武官弁護士事務所業務日誌 ハッピー♥エンドレス』2005年12月20日発売[14]、ISBN 4-8291-1783-4